# Dione (mitología)

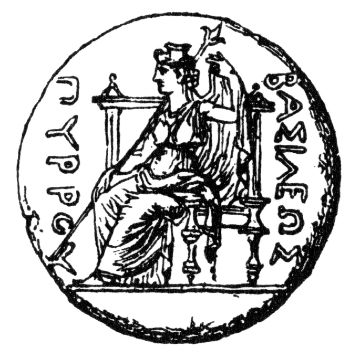
Dione en su trono representada en una moneda.

En la mitología griega, Dione (en griego antiguo: Δῖώνη, Dĩṓnē; esto es, ‘reina divina’) es una antigua deidad preolímpica. En Dodona, Dione era venerada con Zeus como diosa del límpido cielo. Allí, en un antiguo oráculo de Zeus, se consideraba como esposa de Zeus a Dione en lugar de a Hera, como muestran muchas de las inscripciones votivas que se conservan. En cuanto a su filiación, no hay una tradición consolidada, pero siempre aparece descrita como hija de un dios primitivo, siendo Dione una de las Titánides (hija de Urano), Oceánides (hija de Océano), o Atlántides (hija de Atlante). Algunos autores identifican a Dione con Rea, con Temis y con Leto.

## Etimología
El nombre indoeuropeo de Dione en realidad es más bien un título: la «Diosa», etimológicamente una forma femenina de Zeus. La forma Dione deriva del micénico *Διϝωνᾱ (Diwōnā), básicamente una forma femenina del genitivo de la forma Ζεύς (Zeús), que se declina como Διός (Diós), que a su vez deriva del vocablo Διϝός (Diwós), viniendo a significar «de Zeus». Otros creen que la Diana de la mitología romana tiene una etimología parecida, pero por lo demás no guarda relación con Dione.